# Kabinett Menderes III
Das Kabinett Menderes III war die 21. Regierung der Türkei, die vom 17. Mai 1954 bis zum 9. Dezember 1955 von Adnan Menderes geführt wurde.
Die Parlamentswahl am 2. Mai 1954 gewann die regierende Demokrat Parti mit großem Vorsprung vor der Cumhuriyet Halk Partisi und der Cumhuriyetçi Millet Partisi. Staatspräsident Bayar ernannte in der Folge Menderes zum Ministerpräsidenten.
Im Laufe des Jahres 1955 kam es zu Auseinandersetzungen in der DP. Der autokratische Führungsstil von Menderes und die wirtschaftlichen Misserfolge des Landes sorgten zunehmend für Unmut in der Partei. Als Menderes die Pressefreiheit einschränken wollte, verweigerten sich einige DP-Abgeordnete und traten aus der Partei aus. In der Folge bildete Menderes sein Kabinett Anfang Dezember 1955 um.

## Regierung
| Titel                                          | Name                                  | Partei                                                                    | Amtszeit                                                                |
| ---------------------------------------------- | ------------------------------------- | ------------------------------------------------------------------------- | ----------------------------------------------------------------------- |
| Ministerpräsident                              | Adnan Menderes                        | DP                                                                        |                                                                         |
| Stellvertretender Ministerpräsident            | Fatin Rüştü Zorlu Mehmet Fuat Köprülü | DP                                                                        | 17. Mai 1954 – 29. Juli 1955 29. Juli 1955 – 9. Dezember 1955           |
| Staatsminister                                 |                                       |                                                                           |                                                                         |
| Mükerrem Sarol                                 | DP                                    | 17. Mai 1954 – 12. Oktober 1955                                           |                                                                         |
| Osman Kapani Etem Menderes                     | DP                                    | 17. Mai 1954 – 15. September 1955 15. September 1955 – 30. September 1955 |                                                                         |
| Fahrettin Ulaş                                 | DP                                    | 30. September 1955 – 9. Dezember 1955                                     |                                                                         |
| Justizminister                                 | Osman Şevki Çiçekdağ                  | DP                                                                        |                                                                         |
| Verteidigungsminister                          | Etem Menderes                         | DP                                                                        | 17. Mai 1954 – 15. September 1955                                       |
| Innenminister                                  | Namık Gedik Etem Menderes             | DP                                                                        | 17. Mai 1954 – 10. September 1955 30. September 1955 – 9. Dezember 1955 |
| Außenminister                                  | Mehmet Fuat Köprülü                   | DP                                                                        | 15. April 1955 – 29. Juli 1955                                          |
| Finanzminister                                 | Hasan Polatkan                        | DP                                                                        |                                                                         |
| Verteidigungsminister                          | Celal Yardımcı                        | DP                                                                        |                                                                         |
| Minister für öffentliche Arbeiten              | Kemal Zeytinoğlu                      | DP                                                                        |                                                                         |
| Minister für Gesundheit und soziale Sicherheit | Behçet Uz                             | DP                                                                        |                                                                         |
| Minister für Zölle und Monopole                | Emin Kalafat                          | DP                                                                        |                                                                         |
| Verkehrsminister                               | Muammer Çavuşoğlu                     | DP                                                                        |                                                                         |
| Minister für Wirtschaftsansiedlungen           | Fethi Çelikbaş Samet Ağaoğlu          | DP                                                                        | 17. Mai 1954 – 6. Dezember 1954 6. Dezember 1954 – 9. Dezember 1955     |
| Minister für Wirtschaft und Handel             | Sıtkı Yırcalı                         | DP                                                                        |                                                                         |
| Landwirtschaftsminister                        | Nedim Ökmen                           | DP                                                                        |                                                                         |
| Arbeitsminister                                | Hayrettin Erkmen                      | DP                                                                        |                                                                         |